# Shāhedshahr
Shāhedshahr (persiska: عَليابادِ دِرازِه, علی آباد, علی آباد شهید آباد, ‘Alīābād-e Derāzeh, ‘Alīābād-e Shahīdābād, شاهدشهر) är en ort i Iran.   Den ligger i provinsen Teheran, i den norra delen av landet, 30 km väster om huvudstaden Teheran. Shāhedshahr ligger 1 091 meter över havet och antalet invånare är 18 855.
Terrängen runt Shāhedshahr är platt. Runt Shāhedshahr är det tätbefolkat, med 947 invånare per kvadratkilometer. Närmaste större samhälle är Nasīm Shahr, 7,1 km öster om Shāhedshahr. Trakten runt Shāhedshahr består till största delen av jordbruksmark.